# Mićunovo
Mićunovo (izvirno srbsko Мићуново) je naselje v Srbiji, ki upravno spada pod Občino Bačka Topola; slednja pa je del Severnobačkega upravnega okraja.

## Demografija
V naselju živi 427 polnoletnih prebivalcev, pri čemer je njihova povprečna starost 41,3 let (41,8 pri moških in 40,8 pri ženskah). Naselje ima 176 gospodinjstev, pri čemer je povprečno število članov na gospodinjstvo 2,91.
To naselje je, glede na rezultate popisa iz leta 2002, v glavnem srbsko.
|  |

| Demografija | Demografija     | Demografija     |
| Leto        | Št. prebivalcev | Št. prebivalcev |
| ----------- | --------------- | --------------- |
|             |                 |                 |
|             |                 |                 |
|             |                 |                 |
|             |                 |                 |
| 1948        | 303             |                 |
| 1953        | 268             |                 |
| 1961        | 267             |                 |
| 1971        | 283             |                 |
| 1981        | 304             |                 |
| 1991        | 524             | 523             |
| 2002        | 520             | 516             |
|             |                 |                 |

| Etnična sestava po popisu iz leta 2002 | Etnična sestava po popisu iz leta 2002 | Etnična sestava po popisu iz leta 2002 | Etnična sestava po popisu iz leta 2002 | Etnična sestava po popisu iz leta 2002 |
| -------------------------------------- | -------------------------------------- | -------------------------------------- | -------------------------------------- | -------------------------------------- |
| Srbi                                   | Srbi                                   |                                        | 380                                    | 73,64%                                 |
| Madžari                                | Madžari                                |                                        | 70                                     | 13,56%                                 |
| Črnogorci                              | Črnogorci                              |                                        | 23                                     | 4,45%                                  |
| Hrvati                                 | Hrvati                                 |                                        | 10                                     | 1,93%                                  |
| Rusini                                 | Rusini                                 |                                        | 4                                      | 0,77%                                  |
| Jugoslovani                            | Jugoslovani                            |                                        | 2                                      | 0,38%                                  |
| Slovaki                                | Slovaki                                |                                        | 1                                      | 0,19%                                  |
| Bunjevci                               | Bunjevci                               |                                        | 1                                      | 0,19%                                  |
| Neznano                                | Neznano                                |                                        | 0                                      | 0,0%                                   |